# غراهام جاكسون
غراهام جاكسون (بالإنجليزية: Graham Jackson)‏ هو موزع بريطاني، ولد في 15 فبراير 1967، وتوفي في 23 يوليو 2012.

## وصلات خارجية
- غراهام جاكسون على موقع ميوزك برينز (الإنجليزية)
- غراهام جاكسون على موقع ميوزك برينز (الإنجليزية)
- غراهام جاكسون على موقع ديسكوغز (الإنجليزية)